# Ladislav Bernatský
Ladislav Bernatský (31. května 1904 Moravská Loděnice – 8. ledna 1982 Olomouc) byl moravský básník, novinář a v letech 1949–1950 předseda JNV v Olomouci.

## Životopis
Narodil se do rolnické rodiny Josefa Bernatského (1881–1959) a Anny roz. Brožkové (1869–1930). Měl dva bratry: Jana (1906–1969) a Vojtěcha (1910–1970). Jeho manželka byla Olga roz. Komínková (1930–1989).
V roce 1923 maturoval na české reálce v Olomouci a roku 1928 absolvoval Filozofickou fakultu Masarykovy univerzity v Brně. Poté pracoval jako učitel a redaktor firemních novin v Baťových závodech ve Zlíně. Psal i do agrárního Venkova nebo Selských listů a byl členem Moravského kola spisovatelů (1942–1948). Na konci 30. let se Ladislav Bernatský vrátil do rodné obce, kde se kromě provozování vlastního hospodářství věnoval překladům z francouzštiny a vydal dvě sbírky básní: Mimo rodnou zem a Věčná květenství, ve kterých se vyznal z lásky k rodnému kraji.
Během německé okupace navázal kontakty s představiteli komunistického odboje a po válce vstoupil do KSČ. Brzy dosáhl významných funkcí, hned v roce 1946 se stal předsedou olomouckého okresního národního výboru a o dva roky později také předsedou krajského akčního výboru Národní fronty. Když byl v roce 1949 sloučen okres Olomouc-venkov s městem, stal se předsedou sloučeného jednotného národního výboru a tím i hlavním představitelem Olomouce. Již o rok později ale na něj dopadly probíhající stranické čistky a byl odvolán ze všech funkcí. Pracoval poté v Majetíně jako účetní v místním JZD a v roce 1961 byl jmenován předsedou JZD Velký Týnec, z něhož vytvořil prosperující závod. Ke stranické politice ani k poezii se však již nevrátil.

## Dílo
- Axism a buletin Brno 1925: Literární sdružení "OSA" Klub posluchačů filosofie – zodpovědný redaktor L. Bernatský. Brno: OSA, 1925
- Mimo rodnou zem – úvodní kresbu maloval akad. malíř Franta Bílkovský. Brno: Moravská agrární knihovna, 1939
- Věčná květenství – Brno: Moravská knihovna, 1941
- Klas: Almanach sdružení spisovatelů z Hané 1947 – ... za redakce Rostislava Bartochy, Oldřicha Berezy, Ladislava Bernatského a Josefa Koudeláka. Prostějov: Vydavatelský spolek, 1947
- Olomoucké výstavní trhy 1949 – úvod Ladislav Bernatský. Olomouc: s. n., 1949